# アンドル＝エ＝ロワール県
アンドル＝エ＝ロワール県 (アンドル＝エ＝ロワールけん、Indre-et-Loire) は、フランスのサントル＝ヴァル・ド・ロワール地域圏の県である。

## 歴史

かつてのトゥーレーヌを現在の県で色分けした図

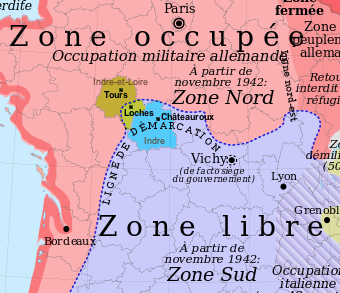
1942年の県の地図

アンドル＝エ＝ロワール県は1790年、その他の82の県と同時に設置された。その名称はアンドル川とロワール川に由来する。面積は旧トゥーレーヌをほぼ引き継いだものであり、そこにブルゲイユを含む旧アンジュー州の東部が加えられ、北部のギゾーを流れるロワール川流域がシャトー＝ラ＝ヴァリエールまで加えられた。
県内にあるコミューン、リシュリューは、ソミュール知事でもあった16世紀の枢機卿リシュリューがつくった自治体である。旧トゥーレーヌの東部はロワール＝エ＝シェール県に含まれている。
1815年にワーテルローの戦いで第七次対仏大同盟が勝利すると、県は1818年11月までプロイセン軍に占領されていた。
歴代のフランス国王が滞在した旧トゥーレーヌは、長きにわたり保守的な土地柄であった（オノレ・ド・バルザックが自身の作品の中でこのことに触れている）。第三共和政初期にまで王党派であったほどである。
にもかかわらず徐々に、農村部を中心に県は共和主義者の地盤となっていった。さらに、穏健な左派や急進的な社会主義が浸透していった。
第二インターナショナルによる1920年のトゥール会議以降、アンドル＝エ＝ロワールはフランス共産党の強力な牙城となった。トゥールに近接するサン＝ピエール＝デ＝コルプは鉄道施設を抱え、強固な労働者思想を持つに至った。以後コミューンは共産党への忠誠を裏切らず、共産党の国会議員であるマリー＝フランス・ボーフィユがサン＝ピエール＝デ＝コルプ市長を務めている。
ナチス・ドイツによるフランス占領時代、県には分断線が引かれ、北の占領地域（ドイツ占領地域）と南の自由地域（ヴィシー政府支配）とに分断されていた。

## 地理

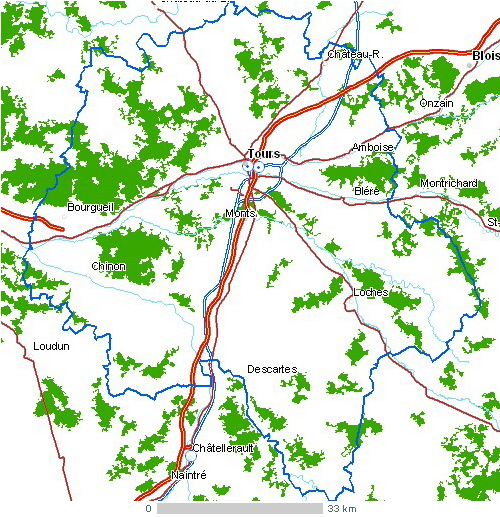
アンドル＝エ＝ロワール県の地図

県はロワール＝エ＝シェール県、アンドル県、ヴィエンヌ県、メーヌ＝エ＝ロワール県、サルト県と接している。パリ盆地の南端に位置し、ロワール川、アンドル川、ヴィエンヌ川、シェール川や多くの支流が流れる。地形学上、南へ向かうと標高が上がるが北部は平坦である。

## 行政区画
アンドル＝エ＝ロワール県は3つの郡に分けられる。

## 気候
アンドル＝エ＝ロワール県の気候は温暖である。ロワール川は、しばしば北フランスと南フランスの境となっている。夏は全般的に暑く（年間最高気温は33℃）、1947年から2003年までの間に記録した最高気温は42℃である。対照的に気温が非常に低くなることはまれである。-10℃を記録したのは、1985年から1986年にかけての冬と、1996年から1997年にかけての冬である。ロワール川が凍り付くことがあり、1956年の冬には徒歩で川を渡れるほどの厳しい冬となった。-10℃を記録したときのロワール川は、氷の塊を上流から運んでくる。
降雨量は500mmから700mmで、1976年、2003年、2006年には洪水となった。降雪は年10日以下とまれである。

## 人口統計
| 1968年  | 1975年  | 1982年  | 1990年  | 1999年  | 2006年  | 2007年  | 2012年  |
| ------- | ------- | ------- | ------- | ------- | ------- | ------- | ------- |
| 437 866 | 478 597 | 506 093 | 529 345 | 553 747 | 580 312 | 583 084 | 605 819 |

出典 - 1968年以降 Insee · 

## 観光

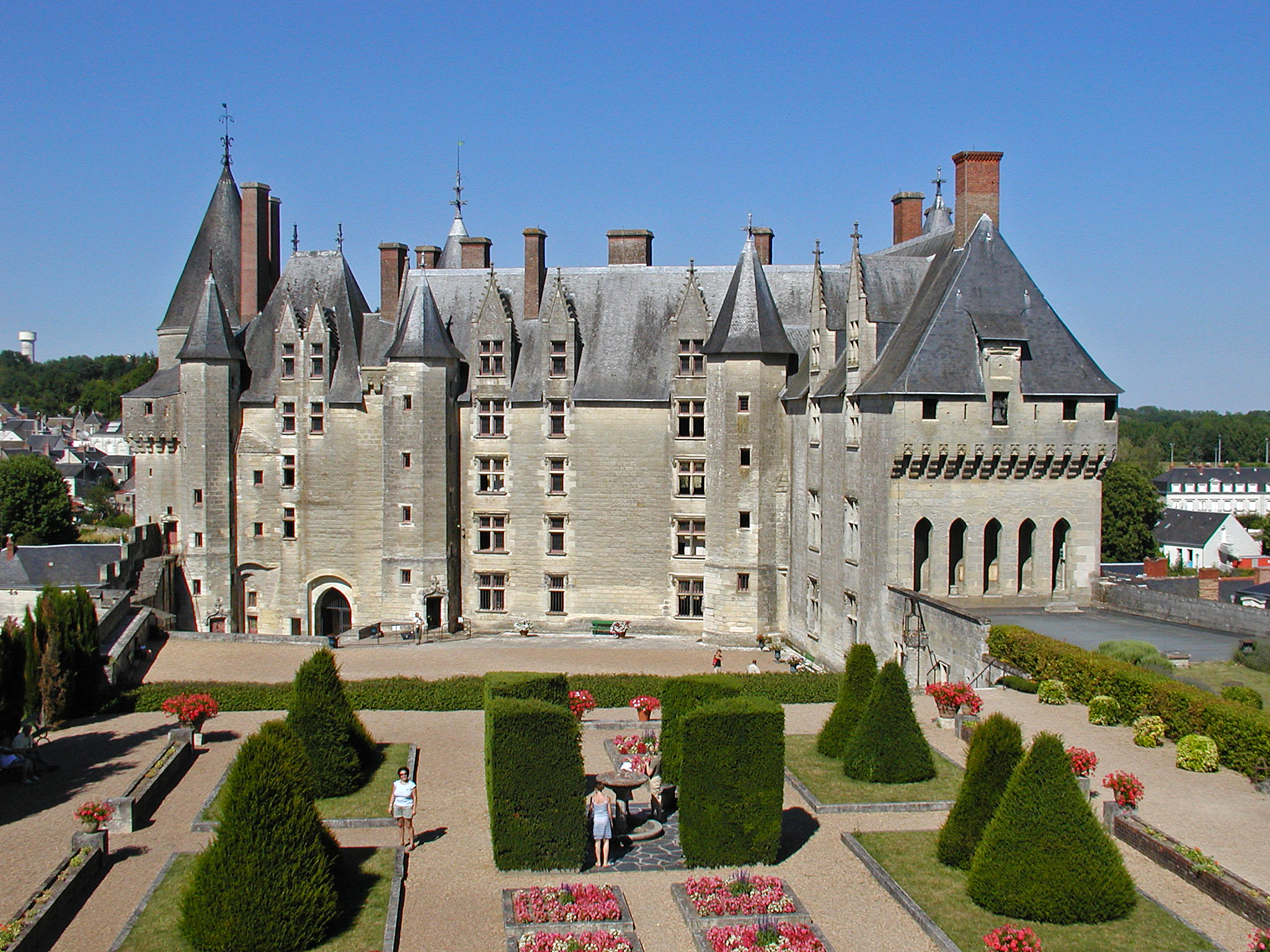
ランジェ城
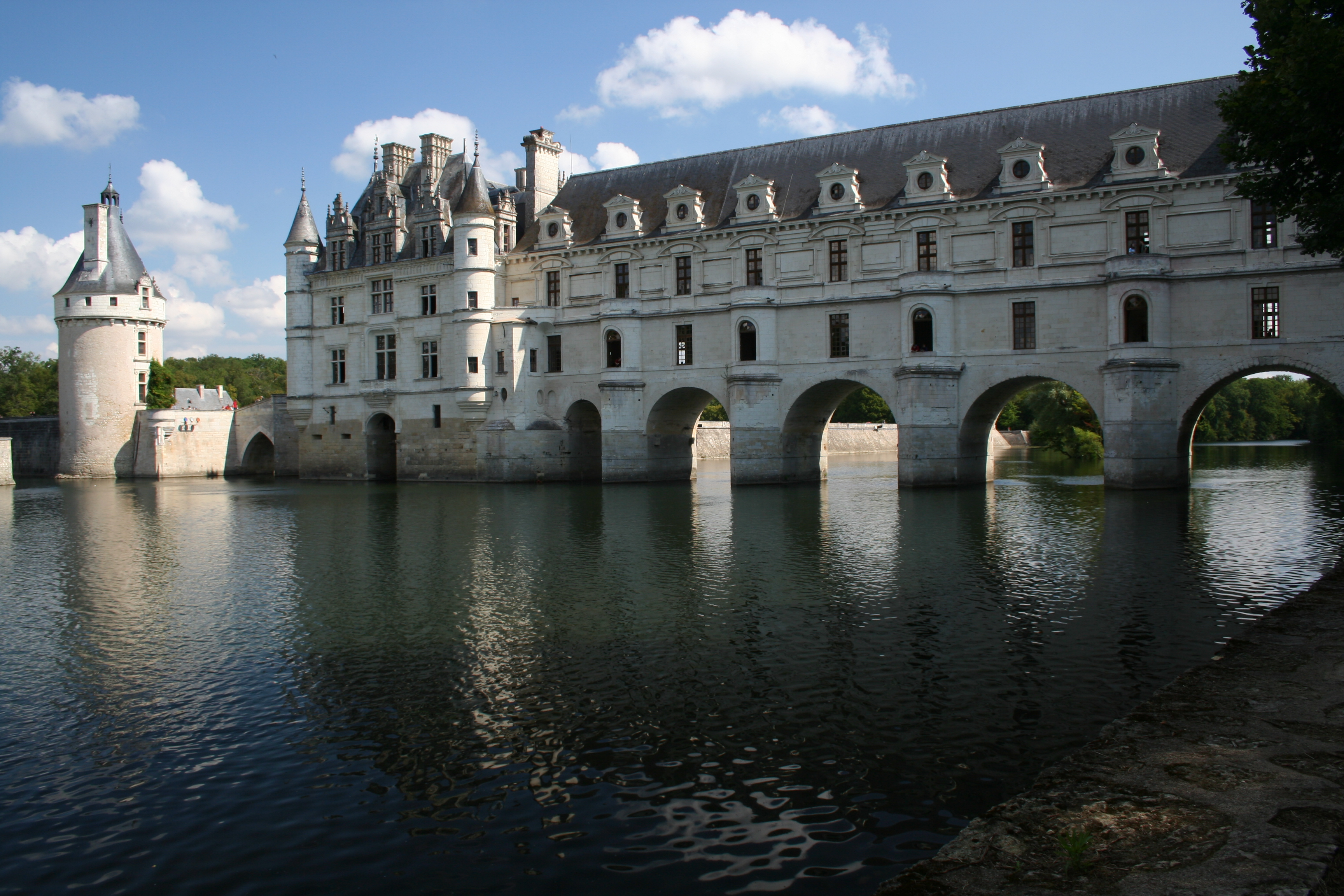
シュノンソー城
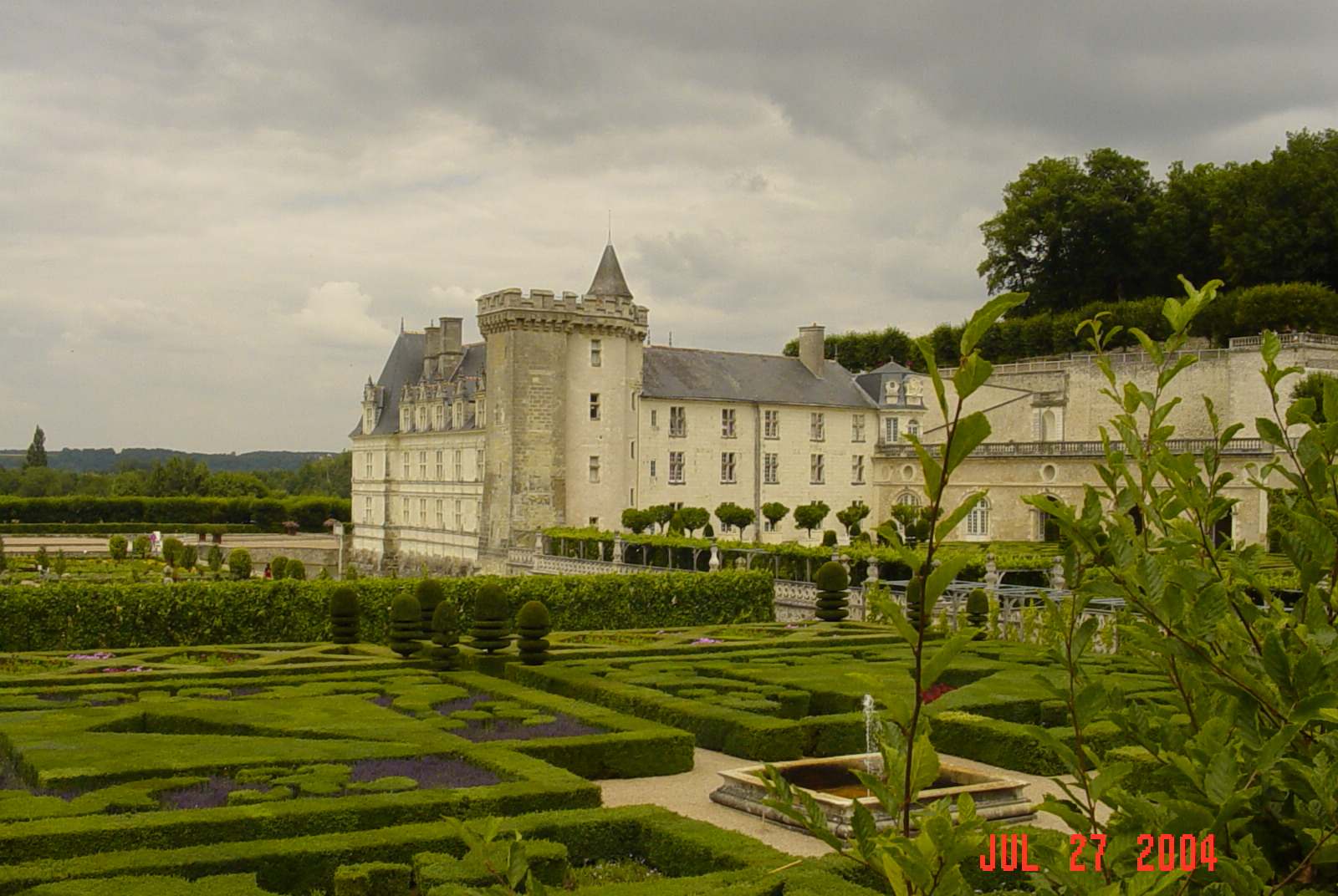
ヴィランドリー城と庭園
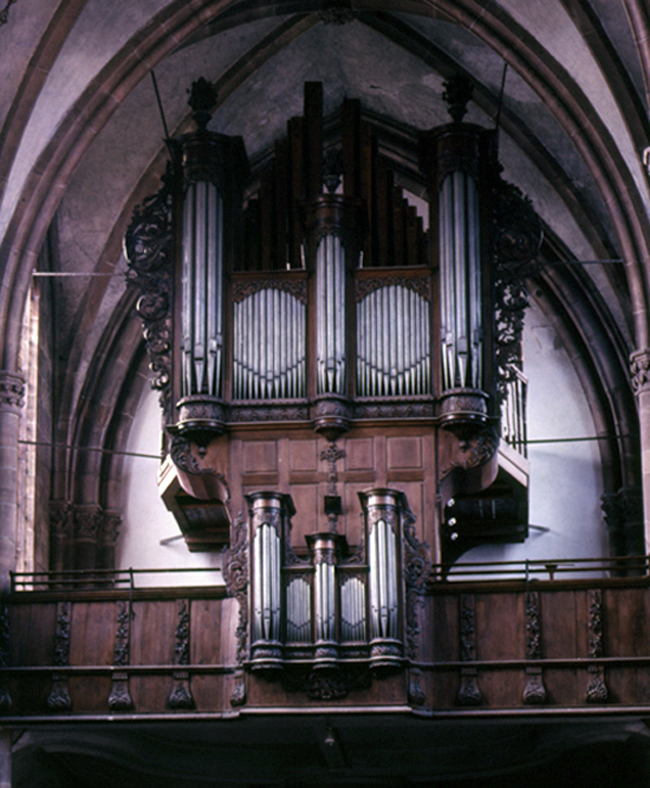
マルムティエ修道院
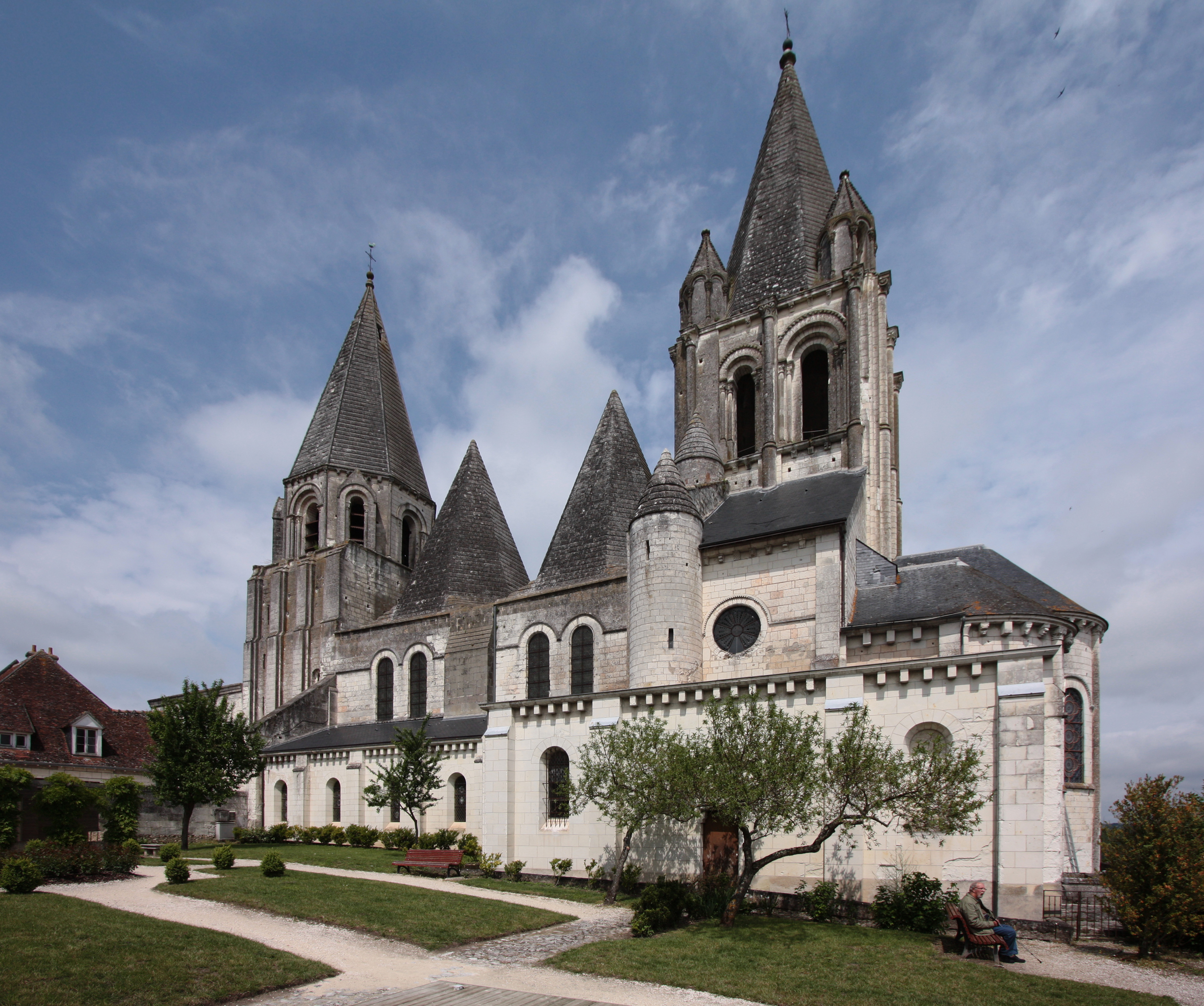
ロシュのサントゥール教会